# Copa Korać 1975-76
La Copa Korać 1975-76 fue la quinta edición de la Copa Korać, competición creada por la FIBA para equipos europeos que no disputaran ni la Copa de Europa ni la Recopa. Participaron 30 equipos, doce menos que en la edición anterior. El ganador fue el equipo yugoslavo de la Jogoplastika, que derrotó en la final a doble vuelta al equipo italiano del Chinamartini Torino.

## Equipos participantes
| Bélgica             | 4 | Imo Scheers Lier   | Standard Liège         | Éveil Monceau       | Bavi Astroturf |
| Francia             | 4 | Olympique Antibes  | Berck                  | Caen                | Moderne        |
| Grecia              | 4 | Panellinios        | AEK                    | PAOK                | Panionios      |
| Italia              | 4 | Sinudyne Bologna   | Mobilquattro Milano    | Chinamartini Torino | Brina Rieti    |
| Bulgaria            | 2 | Botev              | Cherno More Port Varna |                     |                |
| Israel              | 2 | Hapoel Tel Aviv    | Hapoel Ramat Gan       |                     |                |
| España              | 2 | FC Barcelona       | Juventud Schweppes     |                     |                |
| Alemania Occidental | 2 | 04 Leverkusen      | Wolfenbüttel           |                     |                |
| Yugoslavia          | 2 | Jugoplastika       | Partizan               |                     |                |
| Austria             | 1 | Maximarkt Wels     |                        |                     |                |
| Inglaterra          | 1 | Doncaster Panthers |                        |                     |                |
| Suecia              | 1 | Gammelstads        |                        |                     |                |
| Turquía             | 1 | Karşıyaka          |                        |                     |                |

## Primera ronda
| Equipo 1       | Agr.    | Equipo 2      | Ida   | Vuelta |
| -------------- | ------- | ------------- | ----- | ------ |
| Bavi Astroturf | 149–165 | Caen          | 82–73 | 67–92  |
| Panionios      | 163–172 | Éveil Monceau | 88–85 | 75–87  |

## Segunda ronda
| Equipo 1               | Agr.    | Equipo 2            | Ida    | Vuelta |
| ---------------------- | ------- | ------------------- | ------ | ------ |
| Wolfenbüttel           | 165–179 | Juventud Schweppes  | 81–93  | 84–86  |
| Panellinios            | 139–168 | Jugoplastika        | 78–63  | 61–105 |
| Doncaster Panthers     | 153–224 | Berck               | 85–101 | 68–123 |
| Hapoel Tel Aviv        | 158–154 | AEK                 | 95–71  | 63–83  |
| Gammelstads            | 156–185 | Standard Liège      | 74–81  | 82–104 |
| Maximarkt Wels         | 151–182 | Sinudyne Bologna    | 71–89  | 80–93  |
| Caen                   | 139–144 | Chinamartini Torino | 79–54  | 60–90  |
| Moderne                | 179–142 | PAOK                | 112–73 | 67–69  |
| Éveil Monceau          | 163–161 | Botev               | 94–81  | 69-80  |
| Imo Scheers Lier       | 159–160 | 04 Leverkusen       | 91–73  | 68-87  |
| Cherno More Port Varna | 185–173 | Karşıyaka           | 105–70 | 80-103 |
| Hapoel Ramat Gan       | 180–194 | Mobilquattro Milano | 91–95  | 89–99  |

Clasificados automáticamente para cuartos de final
- FC Barcelona
- Partizan
- Brina Rieti
- Olympique Antibes

## Cuartos de final
Los cuartos de final se jugaron dividiendo los 16 equipos clasificados en cuatro grupos con un sistema de todos contra todos, en el que cada enfrentamiento de ida y vuelta contaba como un único partido.
|  | El primer clasificado avanza a semifinales |

|    | Equipo             | PJ | Pts | G | P | PF  | PC  | Dif. |
| -- | ------------------ | -- | --- | - | - | --- | --- | ---- |
| 1. | Juventud Schweppes | 3  | 5   | 2 | 1 | 540 | 515 | +25  |
| 2. | Moderne            | 3  | 5   | 2 | 1 | 508 | 496 | +12  |
| 3. | Brina Rieti        | 3  | 5   | 2 | 1 | 518 | 533 | -15  |
| 4. | Éveil Monceau      | 3  | 3   | 0 | 3 | 470 | 492 | -22  |

|    | Equipo              | PJ | Pts | G | P | PF  | PC  | Dif. |
| -- | ------------------- | -- | --- | - | - | --- | --- | ---- |
| 1. | Jugoplastika        | 3  | 6   | 3 | 0 | 533 | 506 | +27  |
| 2. | Berck               | 3  | 5   | 2 | 1 | 552 | 511 | +41  |
| 3. | Standard Liège      | 3  | 4   | 1 | 2 | 495 | 524 | -29  |
| 4. | Mobilquattro Milano | 3  | 3   | 0 | 3 | 499 | 538 | -39  |

|    | Equipo           | PJ | Pts | G | P | PF  | PC  | Dif. |
| -- | ---------------- | -- | --- | - | - | --- | --- | ---- |
| 1. | Sinudyne Bologna | 3  | 6   | 3 | 0 | 564 | 485 | +79  |
| 2. | Partizan         | 3  | 5   | 2 | 1 | 567 | 566 | +1   |
| 3. | 04 Leverkusen    | 3  | 4   | 1 | 2 | 511 | 544 | -33  |
| 4. | Cherno More      | 3  | 3   | 0 | 3 | 504 | 551 | -47  |

|    | Equipo              | PJ | Pts | G | P | PF  | PC  | Dif. |
| -- | ------------------- | -- | --- | - | - | --- | --- | ---- |
| 1. | Chinamartini Torino | 3  | 6   | 3 | 0 | 504 | 470 | +34  |
| 2. | FC Barcelona        | 3  | 5   | 2 | 1 | 555 | 513 | +42  |
| 3. | Hapoel Tel Aviv     | 3  | 4   | 1 | 2 | 546 | 558 | -12  |
| 4. | Olympique Antibes   | 3  | 3   | 0 | 3 | 503 | 567 | -64  |

## Semifinales
| Equipo 1           | Agr.    | Equipo 2            | Ida    | Vuelta |
| ------------------ | ------- | ------------------- | ------ | ------ |
| Juventud Schweppes | 161–162 | Chinamartini Torino | 107–83 | 54–79  |
| Jugoplastika       | 166–162 | Sinudyne Bologna    | 74–83  | 92-79  |

## Final
| Equipo 1     | Agr.    | Equipo 2            | Ida   | Vuelta |
| ------------ | ------- | ------------------- | ----- | ------ |
| Jugoplastika | 179–166 | Chinamartini Torino | 97–84 | 82–82  |

### Partido de ida
| 16 de marzo de 1976 | Jugoplastika                   | 97–84       | Chinamartini Torino         | |  |
|                     | Parciales: 48-45, 47-39        |             |                             | |  |
|                     | Estadísticas Željko Jerkov, 24 | Reporte Pts | Estadísticas John Laing, 30 | Pabellón: Dvorama na Gripama, Split Asistencia: 4.000 espectadores Árbitros: Alfred Drost (RFA), Szilveszter Szési (HUN) |  |

### Partido de vuelta
| 23 de marzo de 1976 | Chinamartini Torino         | 82–82       | Jugoplastika                               | |  |
|                     | Parciales: 38-36, 44-46     |             |                                            | |  |
|                     | Estadísticas John Laing, 33 | Reporte Pts | Estadísticas Željko Jerkov, Mirko Grgin 18 | Pabellón: PalaRuffini, Turín Asistencia: 10.500 espectadores Árbitros: Anatolij Kokorev (RUS), Panagiotis Evangelatos (GRE) |  |

| Campeón de la Copa Korać 1975–76 |
| -------------------------------- |
| Jugoplastika 1.er título         |